# Surface Web
Unter dem Begriff Surface Web, Clear Web oder Visible Web (dt.: „Oberflächen-Web“ bzw. „Sichtbares Web“) versteht man denjenigen Teil des World Wide Web, der allgemein zugänglich ist. Es besteht also aus denjenigen Webseiten und Dokumenten, die von konventionellen Suchmaschinen, welche mit Hilfe von Webcrawlern über weiterführende Hyperlinks von einer Webseite zu weiteren URL gelangen, erfasst werden können. So können theoretisch alle erreichbaren Seiten des WWW gefunden werden. 